# Marc Macaulay
Marc Macaulay (Millinocket, 13 ottobre 1957) è un attore statunitense.

## Biografia
Nato a Millinocket, Macaulay è cresciuto in Florida. Acquistò notorietà negli USA negli anni '80 nella serie Miami Vice, mentre in Italia è conosciuto per aver interpretato la parte di Waldo, uno scagnozzo di Vinnie Fountain, in Un piedipiatti e mezzo del 1993. Nel 1998 ebbe una piccola parte nel film The Truman Show, nella scena dove Jim Carrey  chiede un'informazione a una persona, per recarsi in un hotel. Nel 2005 fu scelto dal regista Neri Parenti per una scena, nel film Natale a Miami, dove interpretò la parte di un poliziotto che ferma gli attori Christian De Sica e Massimo Boldi, a bordo di una Buick Century rubata. Risiede dal 2013 in Pennsylvania.

## Filmografia parziale

### Cinema
- Grave Robbers, regia di  Rubén Galindo Jr. (1989)
- Quando la vendetta ha 4 braccia! (No Retreat, No Surrender 3: Blood Brothers), regia di Lucas Lowe (1990)
- Edward mani di forbice (Edward Scissorhands), regia di Tim Burton (1990)
- Passenger 57 - Terrore ad alta quota (Passenger 57), regia di Kevin Hooks (1992)
- Violenti e perversi (Dead Boyz Can't Fly), regia di Cecil Howard (1992)
- Il coraggio di uccidere (Hidden Fears), regia di Jean Bodon (1993)
- Matinee, regia di Joe Dante (1993)
- Una bionda tutta d'oro (The Real McCoy), regia di Russell Mulcahy (1993)
- Un piedipiatti e mezzo (Cop and a Half), regia di Henry Winkler (1993)
- China Moon - Luna di sangue, regia di John Bailey (1994)
- Tollbooth, regia di Salomé Breziner (1994)
- Bad Boys, regia di Michael Bay (1995)
- Facile preda (Fair Game), regia di Andrew Sipes (1995)
- La famiglia Perez (The Perez Family), regia di Mira Nair (1995)
- L'eredità maledetta (The Point of Betrayal), regia di Richard Martini (1995)
- Veloci come il baleno (Smoke n Lightnin), regia di Alan Smithee (1995)
- Blood & Wine, regia di Bob Rafelson (1996)
- Qualcosa di personale (Up Close & Personal), regia di Jon Avnet (1996)
- Shootfighter 2 - Lo scontro finale, regia di Paul Ziller (1996)
- Catherine's Grove, regia di Rick King (1997)
- Contact, regia di Robert Zemeckis (1997)
- Rosewood, regia John Singleton (1997)
- Il genio (Holy Man), regia di Stephen Herek (1998)
- Palmetto - Un torbido inganno (Palmetto), regia di Volker Schlöndorff (1998)
- Paradiso perduto (Great Expectations), regia di Alfonso Cuarón (1998)
- Sex Crimes - Giochi pericolosi (Wild Things), regia di John McNaughton (1998)
- The Truman Show, regia di Peter Weir (1998) - non accreditato
- Instinct - Istinto primordiale (Instinct), regia di Jon Turteltaub (1999)
- I soliti amici (The Crew), regia di Michael Dinner (2000)
- Tigerland, regia di Joel Schumacher (2000)
- Big Trouble - Una valigia piena di guai (Big Trouble), regia di Barry Sonnenfeld (2002)
- The Code Conspiracy, regia di Hank Whetstone (2002)
- Una ragazza per due (Bending All the Rules), regia di Morgan Klein e Peter Knight (2002)
- 2 Fast 2 Furious, regia di John Singleton (2003)
- From Justin to Kelly (From Justin to Kelly), regia di Robert Iscove (2003)
- Monster, regia di Patty Jenkins (2003)
- Sex Crimes 2 - Pronte a tutto (Wild Things 2), regia di Jack Perez (2004)
- The Punisher, regia di Jonathan Hensleigh (2004)
- Natale a Miami, regia di Neri Parenti (2005)
- Planet Ibsen, regia di Jonathan Wyche (2005)
- Red Eye, regia di Wes Craven (2005)
- Transporter: Extreme (Transporter 2), regia di Louis Leterrier (2005)
- Descansos, regia di J. Michael Kipikash (2006)
- Hoot, regia di Wil Shriner (2006)
- Lonely Hearts, regia di Todd Robinson (2006)
- Miami Vice, regia di Michael Mann (2006)
- South Beach Dreams, regia di Errol Falcon (2006)
- The Hawk Is Dying, regia di Julian Goldberger (2006)
- Cleaner, regia di Renny Harlin (2007)
- Lantai 13 (Thirteen Floors), regia di Helfi C.H. Kardit (2007)
- Matrimonio alle Bahamas, regia di Claudio Risi (2007)
- Naked Under Heaven, regia di William Bilowit (2007)
- Premonition, regia di Mennan Yapo (2007)
- Walking Tall 2 - La rivincita (Walking Tall: The Payback), regia di Tripp Reed (2007)
- 3 donne al verde (Mad Money), regia di Callie Khouri (2008)
- Feast 2: Sloppy Seconds, regia di John Gulager (2008)
- I misteri di Pittsburgh (The Mysteries of Pittsburgh), regia di Rawson Marshall Thurber (2008)
- Io & Marley (Marley & Me), regia di David Frankel (2008) - non accreditato
- Colpo di fulmine - Il mago della truffa (I Love You Phillip Morris), regia di Glenn Ficarra e John Requa (2009)
- Nine Dead, regia di Chris Shadley (2009)
- Recession Proof, regia di Mark Stacey White (2009)
- San Valentino di sangue 3D (My Bloody Valentine 3D), regia di Patrick Lussier (2009)
- Conviction, regia di Tony Goldwyn (2010)
- Professione inventore (Father of Invention), regia di Trent Cooper (2010)
- Red, regia di Robert Schwentke (2010)
- Sex Crimes 4 (Wild Things: Foursome), regia di Andy Hurst (2010)
- The Jack of Spades, regia di Miceal Og O'Donnell (2010)
- Drive Angry, regia di Patrick Lussier (2011)
- Killer Joe, regia di William Friedkin (2011)
- L'incredibile storia di Winter il delfino (Dolphin Tale), regia di Charles Martin Smith (2011)
- Seconds Apart, regia di Antonio Negret (2011)
- Son of Morning, regia di Yaniv Raz (2011)
- Company M: A Mob of Soldiers, regia di Kevin Wayne (2012)
- Death from Above, regia di Bruce Koehler (2012)
- Step Up Revolution, regia di Scott Speer (2012)
- 12 anni schiavo (12 Years a Slave), regia di Steve McQueen (2013)
- Broken Blood, regia di Derek Wayne Johnson (2013)
- Pawn Shop Chronicles, regia di Wayne Kramer (2013)
- Sospetto in famiglia (Assumed Killer), regia di Bernard Salzmann (2013)
- House of Bodies, regia di Alex Merkin (2014)
- All Saint Eve, regia di Gerry Lively (2015)
- Passione senza regole (Careful What You Wish For), regia di Elizabeth Allen Rosenbaum (2015)
- Manhattan Cop, regia di Luing Andrews (2017)

### Televisione
- Miami Vice – serie TV, 5 episodi (1985-1989)
- Superboy - serie TV, 52 episodi (1989-1991)
- Matlock – serie TV, (1994-1995)
- SeaQuest - Odissea negli abissi (SeaQuest DSV) - serie TV, 22 episodi (1994-1995)
- E.R. - Medici in prima linea (ER) – serie TV, episodio 5x16 (1999)
- Ocean Ave – soap opera, 135 episodi (2002-2003)
- Prison Break - serie TV, 22 episodi (2006)
- Burn Notice - Duro a morire (Burn Notice) – serie TV, 12 episodi (2007)

## Doppiatori italiani
Nelle versioni in italiano delle opere in cui ha recitato, Marc Macaulay è stato doppiato da:
- Paolo Marchese in Matrimonio alle Bahamas, Killer Joe
- Ambrogio Colombo in Burn Notice - Duro a morire, L'incredibile storia di Winter il delfino
- Roberto Pedicini ne Il coraggio di uccidere
- Roberto Stocchi in Un piedipiatti e mezzo
- Claudio Fattoretto in Bad Boys
- Sergio Romanò in Palmetto - Un torbido inganno
- Angelo Nicotra in Premonition
- Raffaele Palmieri in San Valentino di sangue 3D
- Gerolamo Alchieri in Memphis Beat
- Gabriele Martini in The Glades
- Toni Orlandi in 12 anni schiavo